# 남침땅굴을 찾는 사람들
남침땅굴을 찾는 사람들은 조선민주주의인민공화국이 대한민국 침공할 목적으로 건설된 남침땅굴로 추정되는 지역을 탐사하는 단체이다. 줄여서 남굴사라고도 한다.

## 탐사 지역
아래의 탐사지역은 남침땅굴을 찾는 사람들 외에도 유사한 목적을 가진 단체에서 탐사한 지역도 포함하며, 현재 국방부의 공식 발표상으로는 남침땅굴로 발표된 곳이 아니다. 남침땅굴을 찾는 사람들은 아래의 지역에서 발견한 남침땅굴 의심지에 대해 국방부가 남침땅굴이 아니라는 발표를 하면 이에 대해 반박하고 있다.
- 경기도 연천군 백학면 (1990년과 1997년에 땅굴 징후 포착, 2000년 탐사, 해당 지역에 제5땅굴이 있음을 주장. 국방부에서는 남침땅굴이 아니라 자연동굴이라고 발표하였다.)
- 경기도 화성시 매송면 (2002년)
- 경기도 파주시 탄현면 (2010년, 해당 지역은 1992년부터 땅굴 징후 첫 발견)
- 경기도 남양주시 화도읍 (2011년)
- 경기도 양주시 광사동 (2014년)
- 경기도 남양주시 지금동 (2014년)

## 언론 보도 및 출연 방송
- 뉴데일리
  - "서울고덕, 하남서도 남침 땅굴 징후, 제보" - 2011년 2월 13일
  - “땅굴 증거 많은데...” 당국 무관심에 민간인들 탄식 - 2011년 3월 27일
  - 국방부 모르는 ‘北 땅굴’! 이미 ‘서울역’과 ‘청와대’까지… - 2013년 4월 18일
- 서울신문
  - "북한 남침용 땅굴 서울시 내 지하철과 연결돼 있다." - 2013년 4월 18일
- SBS 궁금한 이야기 Y
  - 60회
  - 87회
- TV조선 장성민의 시사탱크
  - 北, 땅굴 통한 도발 가능성은? - 2013년 4월 18일
  - "연천 땅굴, 지하철 1호선 동두천역과 연계되어 있다." - 2013년 4월 26일
  - "땅굴의 또다른 전략은 인질전"[깨진 링크(과거 내용 찾기)] - 2013년 4월 26일
- MBN 정운갑의 집중분석
  - 북한의 땅굴 테러? 땅굴 전문가에게 듣는다. - 2013년 4월 23일

## 관련 서적
- 《남침땅굴》(2004, ISBN 8995532106)

## 관련 인물
- 김진철 - 대표. 매송영락교회 담임목사
- 이창근 - 탐사단장, 남침땅굴 민간대책위원회 대표
- 이종창 - 탐사기술고문, 신부
- 한성주 - 남침땅굴을 찾는 사람들의 구성 인물은 아니나 남침땅굴을 찾는 사람들을 알린 사람이다.
- 윤여길 - 국방과학연구소 연구원에서 근무하였으며, 공학박사 학위 취득자.

## 같이 보기
- 터널전
- 군사용 터널
  - 남침용 땅굴
  - 꾸찌 터널
  - 빈목 터널(en:Vinh Moc tunnels, vi:Địa đạo Vịnh Mốc)